# Bozioru
Bozioru település és községközpont Romániában, a Havasalföldön, Buzău megyében. Tíz falu:
Bozioru, Buduile, Fișici, Găvanele, Gresia, Izvoarele, Nucu, Scăeni, Ulmet és Văvălucile tartozik hozzá.

## Fekvése
A falu Buzau megye északi-középső részén a Kárpátok görbületében, Bălăneasa völgy és a hegyek között fekszik. Áthalad rajta a DJ203L jelű megyei út.

## Története
A település és környéke már a bronzkorban is lakott volt. Területén bronz-kori, késő halstadti, és  La Tène időszakból származó leletek kerültek napvilágra.

## Lakossága
| Nemzetiségek | 2002 | 2002   |
| ------------ | ---- | ------ |
| Románok      | 1200 | 93,89% |
| Romák        | 78   | 6,10%  |
| Összesen     | 1278 | 100,0% |

## Nevezetességek
- Szent Miklósról elnevezett temploma - 1832-ben épült.